# كاليك (أذربيجان الغربية)
كاليك هي قرية في مقاطعة سلماس، إيران. يقدر عدد سكانها بـ 324 نسمة بحسب إحصاء 2016.